# Asionyctia guoi
Asionyctia guoi is een fossiel zoogdier uit de familie Nyctitheriidae en onderfamilie Asionyctiinae. De enige soort is A. guoi. Het geslacht is bekend van het Gashatan (Laat-Paleoceen) van één locatie in Binnen-Mongolië (China): Subeng (43°31'50"N 111°44'04"O), 955 meter boven zeeniveau, in het Erlian-bassin. De geslachtsnaam is afgeleid van 'Asia' omdat het dier uit Azië komt en nyctia (van het Griekse woord νυξ, νυκτος 'nacht') (een algemeen achtervoegsel in de Nyctitheriidae). De soortaanduiding is afgeleid van de naam van de Chinese paleontoloog Dian-Yong Guo voor zijn werk aan de fossielen van Binnen-Mongolië. Asionyctia is een van de weinige Aziatische Nyctitheriidae.